# Nadejda Korotkaïa
Nadejda Andreïevna Korotkaïa (en russe : Надежда Андреевна Короткая) est une joueuse de volley-ball russe née le 20 mai 1991. Elle mesure 1,90 m et joue au poste de réceptionneuse-attaquante. 

## Clubs
| Club            | De        | À         |
| --------------- | --------- | --------- |
| Leningradka-2   | 2006-2007 | 2008-2009 |
| Leningradka     | 2009-2010 | 2009-2010 |
| Indesit Lipetsk | 2010-2011 | 2010-2011 |
| Leningradka     | 2011-2012 | 2011-2012 |
| SDOUSCHOR-Ekran | 2012-2013 | …         |